# Gouvernement Moon
République de Corée
Park Geun-hye Yoon Suk Yeol
Le gouvernement Moon est le gouvernement de la Corée du Sud (république de Corée) en fonction du 10 mai 2017 au 10 mai 2022, sous la présidence Moon Jae-in.

## Historique

### Formation
Moon remporte la primaire du Parti démocrate pour l'élection présidentielle anticipée en raison de la destitution de Park Geun-hye en mars 2017. Le 9 mai 2017, il remporte l'élection présidentielle, dont il était le grand favori, avec 41,4 % des voix.
Il est assermenté le lendemain 10 mai 2017,,. Le jour même, il nomme Lee Nak-yeon comme Premier ministre,.
Durant les jours suivants, il nomme les autres membres de son gouvernement. Kang Kyung-wha devient ministre des Affaires étrangères.

### Évolution
Le 11 décembre 2018, Hong Nam-ki est nommé ministre de l'Économie et des Finances. Le 3 avril 2019, Park Yang-woo (en) est nommé ministre de la Culture.
Le 17 décembre 2019, Chung Sye-kyun est nommé Premier ministre. Il est confirmé par un vote de l'Assemblée nationale le 13 janvier 2020.
Le 24 décembre 2020, Jeon Hae-cheol (en) est nommé ministre de l'Intérieur et Kwon Deok-cheol (en) ministre de la Santé. Le 29 décembre, Chung Young-ai (en) devient ministre de l'Égalité des genres et de la Famille et Byeon Chang-heum (en) ministre des Infrastructures et des Transports. Le 22 janvier 2021, Han Jeoung-ae (en) est nommé ministre de l'Environnement. Le 28 janvier, Park Beom-kye (en) est nommé ministre de la Justice. Le 5 février, Kwon Chil-seung (en) est nommé ministre des PME et des Startups. Le 8 février, Chung Eui-yong (en) est nommé ministre des Affaires étrangères. Le 11 février, Hwang Hee (en) est nommé ministre de la Culture.
Chung Sye-kyun présente sa démission le 16 avril 2021, près de dix jours après le revers subi par le Parti démocrate aux élections municipales (en) à Séoul et Pusan. Kim Boo-kyum est nommé Premier ministre. Le 6 mai, Moon Sung-wook (en) est nommé ministre du Commerce. Le 7 mai, An Kyung-duk (en) devient ministre du Travail. Kim Boo-kyum est confirmé par le Parlement le 14 mai.

### Succession
Le 9 mars 2022, le conservateur Yoon Suk Yeol remporte l'élection présidentielle sud-coréenne de 2022 face au démocrate Lee Jae-myung. Il prend ses fonctions le 10 mai 2022.

## Composition
| Fonction                                                                  | Titulaire | Titulaire             | Mandat            | Mandat            | Parti |
| Fonction                                                                  | Titulaire | Titulaire             | Début             | Fin               | Parti |
| ------------------------------------------------------------------------- | --------- | --------------------- | ----------------- | ----------------- | ----- |
| Président de la République                                                |           | Moon Jae-in           | 10 mai 2017       | 10 mai 2022       | M     |
| Premier ministre                                                          |           | Yoo Il-ho (intérim)   | 11 mai 2017       | 31 mai 2017       | Sans  |
| Premier ministre                                                          |           | Lee Nak-yon           | 31 mai 2017       | 13 janvier 2020   | M     |
| Premier ministre                                                          |           | Chung Sye-kyun        | 14 janvier 2020   | 16 avril 2021     | M     |
| Premier ministre                                                          |           | Hong Nam-ki (intérim) | 16 avril 2021     | 14 mai 2021       | Sans  |
| Premier ministre                                                          |           | Kim Boo-kyum          | 14 mai 2021       | 11 mai 2022       | M     |
| Vice-Premier ministre (en) Ministre de l'Économie et des Finances         |           | Kim Dong-yeon (en)    | 9 juin 2017       | 10 décembre 2018  | Sans  |
| Vice-Premier ministre (en) Ministre de l'Économie et des Finances         |           | Hong Nam-ki           | 11 décembre 2018  | 9 mai 2022        | Sans  |
| Vice-Premier ministre (en) Ministre de l'Éducation (en)                   |           | Kim Sang-gon (en)     | 4 juillet 2017    | 2 octobre 2018    | M     |
| Vice-Premier ministre (en) Ministre de l'Éducation (en)                   |           | Yoo Eun-hae (en)      | 2 octobre 2018    | 9 mai 2022        | M     |
| Ministre des Sciences et des TIC (en)                                     |           | Yoo Young-min (en)    | 11 juillet 2017   | 8 septembre 2019  | M     |
| Ministre des Sciences et des TIC (en)                                     |           | Choi Ki-young (en)    | 9 septembre 2019  | 13 mai 2021       | Sans  |
| Ministre des Sciences et des TIC (en)                                     |           | Lim Hye-sook (en)     | 14 mai 2021       | 9 mai 2022        | Sans  |
| Ministre des Affaires étrangères                                          |           | Kang Kyung-wha        | 18 juin 2017      | 8 février 2021    | Sans  |
| Ministre des Affaires étrangères                                          |           | Chung Eui-yong (en)   | 9 février 2021    | 12 mai 2022       | M     |
| Ministre de l'Unification                                                 |           | Cho Myoung-gyon (en)  | 3 juillet 2017    | 8 avril 2019      | Sans  |
| Ministre de l'Unification                                                 |           | Kim Yeon-chul (en)    | 8 avril 2019      | 19 juin 2020      | Sans  |
| Ministre de l'Unification                                                 |           | Lee In-young (en)     | 27 juillet 2020   | 9 mai 2022        | M     |
| Ministre de la Justice                                                    |           | Park Sang-ki (en)     | 19 juillet 2017   | 8 septembre 2019  | Sans  |
| Ministre de la Justice                                                    |           | Cho Kuk (en)          | 9 septembre 2019  | 14 octobre 2019   | Sans  |
| Ministre de la Justice                                                    |           | Choo Mi-ae            | 2 janvier 2020    | 27 janvier 2021   | M     |
| Ministre de la Justice                                                    |           | Park Beom-kye (en)    | 28 janvier 2021   | 9 mai 2022        | M     |
| Ministre de la Défense nationale                                          |           | Song Young-moo        | 13 juillet 2017   | 21 septembre 2018 | Sans  |
| Ministre de la Défense nationale                                          |           | Jeong Kyeong-doo (en) | 21 septembre 2018 | 17 septembre 2020 | Sans  |
| Ministre de la Défense nationale                                          |           | Suh Wook (en)         | 18 septembre 2020 | 9 mai 2022        | Sans  |
| Ministre de l'Intérieur et de la Sécurité (en)                            |           | Kim Boo-kyum          | 16 juin 2017      | 5 avril 2019      | M     |
| Ministre de l'Intérieur et de la Sécurité (en)                            |           | Chin Young (en)       | 6 avril 2019      | 24 décembre 2020  | M     |
| Ministre de l'Intérieur et de la Sécurité (en)                            |           | Jeon Hae-cheol (en)   | 24 décembre 2020  | 12 mai 2022       | M     |
| Ministre de la Culture, des Sports et du Tourisme (en)                    |           | Do Jong-hwan          | 16 juin 2017      | 2 avril 2019      | M     |
| Ministre de la Culture, des Sports et du Tourisme (en)                    |           | Park Yang-woo (en)    | 3 avril 2019      | 10 février 2021   | Sans  |
| Ministre de la Culture, des Sports et du Tourisme (en)                    |           | Hwang Hee (en)        | 11 février 2021   | 13 mai 2022       | M     |
| Ministre de l'Agriculture, de l'Alimentation et des Affaires rurales (en) |           | Kim Yung-rok (en)     | 3 juillet 2017    | 15 mars 2018      | Sans  |
| Ministre de l'Agriculture, de l'Alimentation et des Affaires rurales (en) |           | Lee Gae-ho (en)       | 10 août 2018      | 30 août 2019      | M     |
| Ministre de l'Agriculture, de l'Alimentation et des Affaires rurales (en) |           | Kim Hyeon-soo (en)    | 31 août 2019      | 9 mai 2022        | Sans  |
| Ministre du Commerce, de l'Industrie et de l'Énergie (en)                 |           | Paik Un-gyu (en)      | 22 juillet 2017   | 21 septembre 2018 | Sans  |
| Ministre du Commerce, de l'Industrie et de l'Énergie (en)                 |           | Sung Yun-mo (en)      | 21 septembre 2018 | 5 mai 2021        | Sans  |
| Ministre du Commerce, de l'Industrie et de l'Énergie (en)                 |           | Moon Sung-wook (en)   | 6 mai 2021        | 12 mai 2022       | Sans  |
| Ministre de la Santé et du Bien-être (en)                                 |           | Park Neung-hoo (en)   | 22 juillet 2017   | 24 décembre 2020  | Sans  |
| Ministre de la Santé et du Bien-être (en)                                 |           | Kwon Deok-cheol (en)  | 24 décembre 2020  | 17 mai 2022       | Sans  |
| Ministre de l'Environnement (en)                                          |           | Kim Eun-Kyung (en)    | 4 juillet 2017    | 9 novembre 2018   | Sans  |
| Ministre de l'Environnement (en)                                          |           | Cho Myung-rae (en)    | 9 novembre 2018   | 22 janvier 2021   | Sans  |
| Ministre de l'Environnement (en)                                          |           | Han Jeoung-ae (en)    | 22 janvier 2021   | 9 mai 2022        | M     |
| Ministre du Travail (en)                                                  |           | Kim Young-joo         | 14 août 2017      | 21 septembre 2018 | M     |
| Ministre du Travail (en)                                                  |           | Lee Jae-gap (en)      | 21 septembre 2018 | 6 mai 2021        | Sans  |
| Ministre du Travail (en)                                                  |           | An Kyung-duk (en)     | 7 mai 2021        | 9 mai 2022        | Sans  |
| Ministre de l'Égalité des genres et de la Famille (en)                    |           | Chung Hyun-back (en)  | 7 juillet 2017    | 21 septembre 2018 | Sans  |
| Ministre de l'Égalité des genres et de la Famille (en)                    |           | Jin Sun-mee (en)      | 21 septembre 2018 | 8 septembre 2019  | M     |
| Ministre de l'Égalité des genres et de la Famille (en)                    |           | Lee Jung-ok (en)      | 9 septembre 2019  | 28 décembre 2020  | Sans  |
| Ministre de l'Égalité des genres et de la Famille (en)                    |           | Chung Young-ai (en)   | 29 décembre 2020  | 17 mai 2022       | Sans  |
| Ministre du Territoire, des Infrastructures et des Transports (en)        |           | Kim Hyun-mee (en)     | 21 juin 2017      | 28 décembre 2020  | M     |
| Ministre du Territoire, des Infrastructures et des Transports (en)        |           | Byeon Chang-heum (en) | 29 décembre 2020  | 16 avril 2021     | Sans  |
| Ministre du Territoire, des Infrastructures et des Transports (en)        |           | Noh Hyeong-ouk (en)   | 14 mai 2021       | 13 mai 2022       | Sans  |
| Ministre des Océans et de la Pêche                                        |           | Kim Young-choon (en)  | 16 juin 2017      | 2 avril 2019      | M     |
| Ministre des Océans et de la Pêche                                        |           | Moon Seong-hyeok (en) | 3 avril 2019      | 9 mai 2022        | Sans  |
| Ministre des PME et des Startups (en)                                     |           | Hong Jong-hak (en)    | 21 novembre 2017  | 8 avril 2019      | M     |
| Ministre des PME et des Startups (en)                                     |           | Park Young-sun        | 8 avril 2019      | 20 janvier 2021   | M     |
| Ministre des PME et des Startups (en)                                     |           | Kwon Chil-seung (en)  | 5 février 2021    | 12 mai 2022       | M     |